# Thy Mighty Contract
Thy Mighty Contract – pierwszy album studyjny greckiego zespołu black metalowego Rotting Christ. Został wydany 11 listopada 1993 roku, zarówno w wersji kasetowej jak i na płycie CD. W roku 1997 
wytwórnia muzyczna Century Media Records dokonał reedycji albumu, wzbogacając go o dwa bonusowe utwory.

## Lista utworów
Opracowano na podstawie materiału źródłowego.
| Nr | Tytuł utworu                               | Długość |
| -- | ------------------------------------------ | ------- |
| 1. | „The Sign of Evil Existence”               | 2:01    |
| 2. | „Transform All Sufferings into Plagues”    | 5:25    |
| 3. | „Figmenth, Thy Gift”                       | 4:29    |
| 4. | „His Sleeping Majesty”                     | 3:33    |
| 5. | „Dive the Deepest Abyss”                   | 5:50    |
| 6. | „Exiled Archangels”                        | 5:07    |
| 7. | „The Coronation of the Serpent”            | 4:06    |
| 8. | „The Fourth Knight of Revelation (I & II)” | 6:49    |
|    |                                            | 37:20   |

## Twórcy
Opracowano na podstawie materiału źródłowego.
Zespół Rotting Christ w składzie
- Sakis Tolis - gitara, wokal
- George "Magus Wampyr Daoloth" Zaharopoulos - instrumenty klawiszowe
- Jim "Mutilator" Patsouris - gitara basowa
- Themis Tolis - perkusja